# Gerdt Brundin
Gerdt Gunnar Brundin, född den 13 maj 1901 i Älvkarleby församling, Uppsala län, död den 17 januari 1996 i Nacka, var en svensk ämbetsman. 
Brundin promoverades till filosofie doktor vid Uppsala universitet 1927. Han var anställd i socialstyrelsen 1928–1938, förste aktuarie i pensionsstyrelsen 1938–1942, byråinspektör vid försäkringsinspektionen 1943–1949 och byråchef där 1949–1967. Utöver uppdrag inom utredningar och kommittéer på hemmaplan var Brundin svensk representant i försäkringskommissionen inom Organisationen för ekonomiskt samarbete och utveckling 1953–1967. Brundin vilar på Nacka norra kyrkogård.
Brundin var bosatt i Saltsjö-Duvnäs i Nacka kommun.

## Utmärkelser
- Riddare av Kungl. Nordstjärneorden, 1952.

## Familj
Brundin var son till domprost Gunnar Brundin. och hans maka Elsa Netterlbladt.
Brundin var gift med  Maria (Mia) Brundin f. Franzén, dotter till apotekare Eric Franzén och hans hustru Betty f. Persson.